# Амфетамин
Амфетамини су хемикалије добијене синтетичким путем. На тржиште најчешће долазе у облику праха. Амфетамини се уносе орално, пушењем, удисањем праха, и интравенски. Непосредно стимулишу церебрални кортекс у централном нервном систему, уклањајући умор, глад и поспаност. Доводе корисника у стање еуфорије. Појачавају концентрацију, пажњу, рефлексе, а и идеје и слике су много живље. Превелика доза може узроковати вртоглавице, дрхтање, узнемиреност, панику, болове у грудима и убрзан рад срца.Последица може бити потпуни телесни и психички колапс. Хронично тровање може изазвати параноидне идеје и халуцинације. У мозгу ствара зависност и ослобађа га од било каквих ограда.
Спољашњи знакови су ширење зеница, несаница, пролив, дрхтање, промене у понашању, изразита еуфорија и нагло мршављење. Најпознатији амфетамини су „дизалица” (енгл. upper), „спид” (енгл. speed) и екстази.
Спид је улични назив за синтетичке дроге на бази амфетамина. Ефекти укључују смањени апетит, повећану издржљивост и енергију, повећани либидо, хиперактивност и несаницу. Организам се притом рапидно исцрпљује. Када се користи у великим дозама и интравенозно може довести и до предозирања, до брзе зависности што је велики ризик по здравље.
Први пут је добијен 1887. године.
| Метаболички путеви метамфетамина 4-Хидроксиметамфетамин 4-Хидроксифенилацетон Фенилацетон Бензојева киселина Хипуринска киселина Амфетамин Норефедрин 4-Хидроксиамфетамин 4-Хидроксинорефедрин |